# St Giles Circus
St Giles Circus è una piazza di Londra. Si trova all'incrocio tra Oxford Street, New Oxford Street, Charing Cross Road e Tottenham Court Road nel West End. Collega i quartieri di Soho, Covent Garden, Bloomsbury e Fitzrovia.

## Storia
Dai tempi dei romani fino alla metà del XIX secolo, St Giles High Street era la principale strada di accesso alla città di Londra da ovest. Nel Medioevo questo era un luogo per esecuzioni pubbliche. La zona era una famigerata colonia fino a quando non fu bonificata a metà del XIX secolo con la creazione di New Oxford Street parallela a St Giles High Street.
Nel XVII e XIX secolo l'area divenne la residenza per i migranti, gli edifici erano ingombri e c'era molta povertà e criminalità. Varie epidemie di peste sono iniziate qui. L'area fu bombardata durante la seconda guerra mondiale. La piazza è attualmente dominata da uno dei primi grattacieli di Londra, Centre Point.